# Springen

Springen est un film belge réalisé par Jean-Pierre De Decker, sorti en 1985.
Le film est une adaptation du roman Uit het raam springen moet als nutteloos worden beschouwd de Fernand Auwera. Le scénario a été écrit par cet auteur et par Stijn Coninx.

## Synopsis
Axel Woestewey, le cynique directeur de la luxueuse maison de repos Semper Vivax, et Pipo Himelsorge, son bras droit, font tout ce qui est imaginable afin de divertir les résidents, qui sont d'ailleurs résolus à payer le nécessaire pour d'extravagantes mises en scènes. Le directeur, marié à la corpulente Bellina, multiplie ses aventures amoureuses avec sa secrétaire, Matti, sa belle-sœur Erika, et Patricia, la petite-fille d'un ministre d'État à la retraite qui désire être accepté comme danseur de claquettes. Ce dernier menace l'établissement de soins infirmiers de fermeture imminente s'il n'est pas engagé. Pipo, amoureux de l'inaccessible Bellina, a un plan pour éliminer le directeur et conquérir sa femme. Lors de la fête annuelle, l'éléphant Mira doit poser sa patte sur un détonateur et faire sauter Axel. Quant à Matti, elle invite toutes les maîtresses du directeur à cette fête. Mais rien ne se passe comme prévu, c'est Bellina que Mira fait exploser. Pipo, abattu, décide de ne pas sauter par la fenêtre et de vivre.

## Fiche technique
- Monteur : Ludo Troch

## Distribution
- Herbert Flack : Axel Woestewey
- Mark Verstraete : Pipo Himmelsorge
- Maja van den Broecke : Bellina Woestewey
- Tine Balder : Madame Driebergen
- Piet Bergers : Monsieur Vanderpluym
- Jef Cassiers : Monsieur Clement
- Bert Champagne : le bourgmestre
- Robbe De Hert : le portier
- Ingrid De Vos : Matti
- Ilma De Witte : Patricia Haegeman
- Maurits Goossens : Monsieur Koekelkoorn
- Jos Van Gorp : le docteur
- Carmen Jonckheere : Belle
- Greta Lens : Greta Muller
- Dirk Lesaffer : le journaliste
- Vic Moeremans : Adalbrecht Schimmelpenninck
- Alida Neslo : La danseuse du cabaret
- Emly Starr : Erika, la chanteuse

## Première mondiale
La première mondiale a eu lieu au Festival du film de Toronto le 13 septembre 1986.

## Commentaires
- Stijn Coninx a travaillé comme assistant réalisateur pour le film.
- La bande-annonce a causé une controverse car les scènes de sexe du film y étaient largement mises en avant.